# Pedro de Urquinaona y Pardo
Pedro de Urquinaona y Pardo (1778 ? -) fou un advocat, polític i escriptor espanyol, ministre durant el trienni liberal i diputat a Corts durant el regnat d'Isabel II d'Espanya.
No se sap amb exactitud la seva dada de naixement i mort. Fou advocat dels Reials Consells destinat a Amèrica, on el 1812 fou comissionat de la Regència per la pacificació de Nova Granada. Després de la guerra del francès va tornar a Madrid, on el juny de 1820 va ingressar en la Societat patriòtica de caràcter liberal Amantes del Orden Constitucional. En 1821 fou nomenat oficial major de la Secretaria d'Ultramar, i entre abril i maig de 1823 fou ministre interí d'Ultramar del secretari José María Pando.
Amb l'arribada dels Cent Mil Fills de Sant Lluís fou perseguit i depurat. En arribar els liberals al poder amb el regnat d'Isabel II d'Espanya fou nomenat governador civil de la província de Cadis en 1835-1836, i elegit diputat per Sevilla a les legislatures de 1836-1837 i 1839-1840 i senador per Huelva en 1843.

## Obres
- Discurso sobre la navegación del río de la Magdalena (Bogotá, 1807)
- Manifiesto de un español americano a sus compatriotas de la América del Sur (Cádiz, 1812)
- Naufragio del bergantín nombrado El Saavedra (Cádiz, 1812)
- Relación documentada del origen y progresos del trastorno de las provincias de Venezuela hasta la exoneración del Capitán General Don Domingo de Monteverde (Madrid, 1820)
- España bajo el poder arbitrario de la Congregación apostólica (París, 1833)
- Representación elevada a S.M. en los días más floridos de la arbitrariedad y despotismo de Calomarde (Madrid, 1834)
- Resumen de las causas principales que prepararon y dieron impulso a la emancipación de la América española (Madrid, 1835)
- El clero conducido a las urnas electorales de la provincia de Sevilla en favor de determinados candidatos para ganar el terreno de las elecciones y perder el respeto y la afección de los pueblos (Sevilla, 1839)
- Observaciones sobre la alocución del Sumo Pontífice Gregorio XVI (Huelva, 1841)
- La potestad civil en impedimentos y dispensas matrimoniales (Huelva, 1841).